# Delphinium venulosum
Delphinium venulosum är en ranunkelväxtart som beskrevs av Pierre Edmond Boissier. Delphinium venulosum ingår i släktet storriddarsporrar, och familjen ranunkelväxter. Inga underarter finns listade i Catalogue of Life.